# Fada (Chade)
Fada é a capital do departamento de Ennedi Ouest no Chade. A sudeste desta localidade situa-se o guelta de Archei.